# Rome Masters
A Rome Masters, vagy hivatalosan szponzorált nevén Internazionali BNL d’Italia minden év májusában megrendezett tenisztorna Rómában.
A férfiak versenye része az ATP Masters Seriesnek, tehát a Grand Slam-tornák és az év végi ATP World Tour Finals után a legfontosabb versenyek közé tartozik. A női WTA-torna 2020-ig Premier 5, 2021-től WTA 1000 kategóriájú. Mindkét mezőnyt 56 játékos alkotja, az első nyolc kiemeltnek nem kell játszani az első körben.
A mérkőzéseket szabadtéri salakos pályákon játsszák. A torna összdíjazása 2019-ben 5 791 280 euró a férfiak, 3 452 538 amerikai dollár a nők számára.
Az első versenyt 1930-ban rendezték meg Milánóban, közösen mindkét nem számára. 1935-ben a férfiak tornáját a római Foro Italicóban tartották meg, ekkor a női torna még maradt Milánóban. 1936 és 1949 között nem rendezték meg az eseményt, 1950-től pedig mindkét nem Rómában versenyzik. Ez alól 1961 volt kivétel, akkor Torinóban tartották meg a tornát, a nők számára pedig 1981 és 1984 között Perugia volt a helyszín, 1985-ben Taranto. 1968-ig vegyes párosok is indulhattak a tornán.

## Döntők (1968 óta)

### Férfi egyes
| Év   | Győztes             | Ellenfél a döntőben         | Eredmény a döntőben        |
| ---- | ------------------- | --------------------------- | -------------------------- |
| 2024 | Alexander Zverev    | Nicolás Jarry               | 6–4, 7–5                   |
| 2023 | Danyiil Medvegyev   | Holger Rune                 | 7–5, 7–5                   |
| 2022 | Novak Đoković       | Sztéfanosz Cicipász         | 6–0, 7–6(5)                |
| 2021 | Rafael Nadal        | Novak Đoković               | 7–5, 1–6, 6–3              |
| 2020 | Novak Đoković       | Diego Schwartzman           | 7–5, 6–3                   |
| 2019 | Rafael Nadal        | Novak Đoković               | 6–0, 4–6, 6–1              |
| 2018 | Rafael Nadal        | Alexander Zverev            | 6–1, 1–6, 6–3              |
| 2017 | Alexander Zverev    | Novak Đoković               | 6–4, 6–3                   |
| 2016 | Andy Murray         | Novak Đoković               | 6–3, 6–3                   |
| 2015 | Novak Đoković       | Roger Federer               | 6–4, 6–3                   |
| 2014 | Novak Đoković       | Rafael Nadal                | 4–6, 6–3, 6–3              |
| 2013 | Rafael Nadal        | Roger Federer               | 6–1, 6–3                   |
| 2012 | Rafael Nadal        | Novak Đoković               | 7–5, 6–3                   |
| 2011 | Novak Đoković       | Rafael Nadal                | 6–4, 6–4                   |
| 2010 | Rafael Nadal        | David Ferrer                | 7–5, 6–2                   |
| 2009 | Rafael Nadal        | Novak Đoković               | 7–6(2), 6–2                |
| 2008 | Novak Đoković       | Stanislas Wawrinka          | 4–6, 6–3, 6–3              |
| 2007 | Rafael Nadal        | Fernando González Ciuffardi | 6–2, 6–2                   |
| 2006 | Rafael Nadal        | Roger Federer               | 6–7, 7–6, 6–4, 2–6, 7–6    |
| 2005 | Rafael Nadal        | Guillermo Coria             | 6–4, 3–6, 6–3, 4–6, 7–6    |
| 2004 | Carlos Moyà         | David Nalbandian            | 6–3, 6–3, 6–1              |
| 2003 | Félix Mantilla      | Roger Federer               | 7–5, 6–2, 7–6              |
| 2002 | Andre Agassi        | Tommy Haas                  | 6–3, 6–3, 6–0              |
| 2001 | Juan Carlos Ferrero | Gustavo Kuerten             | 3–6, 6–1, 2–6, 6–4, 6–2    |
| 2000 | Magnus Norman       | Gustavo Kuerten             | 6–3, 4–6, 6–4, 6–4         |
| 1999 | Gustavo Kuerten     | Patrick Rafter              | 6–4, 7–5, 7–6              |
| 1998 | Marcelo Ríos        | Albert Costa                | visszalépett sérülés miatt |
| 1997 | Àlex Corretja       | Marcelo Ríos                | 7–5, 7–5, 6–3              |
| 1996 | Thomas Muster       | Richard Krajicek            | 6–2, 6–4, 3–6, 6–3         |
| 1995 | Thomas Muster       | Sergi Bruguera              | 3–6, 7–6, 6–2, 6–3         |
| 1994 | Pete Sampras        | Boris Becker                | 6–1, 6–2, 6–2              |
| 1993 | Jim Courier         | Goran Ivanišević            | 6–1, 6–2, 6–2              |
| 1992 | Jim Courier         | Carlos Costa                | 7–6, 6–0, 6–4              |
| 1991 | Emilio Sánchez      | Alberto Mancini             | 6–3, 6–1, 3-0 (feladta)    |
| 1990 | Thomas Muster       | Andrej Csesznokov           | 6–1, 6–3, 6–1              |
| 1989 | Alberto Mancini     | Andre Agassi                | 6–3, 4–6, 2–6, 7–6, 6–1    |
| 1988 | Ivan Lendl          | Guillermo Pérez-Roldán      | 2–6, 6–4, 6–2, 4–6, 6–4    |
| 1987 | Mats Wilander       | Martín Jaite                | 6–3, 6–4, 6–4              |
| 1986 | Ivan Lendl          | Emilio Sánchez              | 7–5, 4–6, 6–1, 6–1         |
| 1985 | Yannick Noah        | Miloslav Mečíř              | 6–3, 3–6, 6–2, 7–6         |
| 1984 | Andrés Gómez        | Aaron Krickstein            | 2–6, 6–1, 6–2, 6–2         |
| 1983 | Jimmy Arias         | José Higueras               | 6–2, 6–7, 6–1, 6–4         |
| 1982 | Andrés Gómez        | Eliot Teltscher             | 6–2, 6–3, 6–2              |
| 1981 | José-Luis Clerc     | Víctor Pecci                | 6–3, 6–4, 6–0              |
| 1980 | Guillermo Vilas     | Yannick Noah                | 6–0, 6–4, 6–4              |
| 1979 | Vitas Gerulaitis    | Guillermo Vilas             | 6–7, 7–6, 6–7, 6–4, 6–2    |
| 1978 | Björn Borg          | Adriano Panatta             | 1–6, 6–3, 6–1, 4–6, 6–3    |
| 1977 | Vitas Gerulaitis    | Antonio Zugarelli           | 6–2, 7–6, 3–6, 7–6         |
| 1976 | Adriano Panatta     | Guillermo Vilas             | 2–6, 7–6, 6–2, 7–6         |
| 1975 | Raúl Ramírez        | Manuel Orantes              | 7–6, 7–5, 7–5              |
| 1974 | Björn Borg          | Ilie Năstase                | 6–3, 6–4, 6–2              |
| 1973 | Ilie Năstase        | Manuel Orantes              | 6–1, 6–1, 6–1              |
| 1972 | Manuel Orantes      | Jan Kodeš                   | 4–6, 6–1, 7–5, 6–2         |
| 1971 | Rod Laver           | Jan Kodeš                   | 7–5, 6–3, 6–3              |
| 1970 | Ilie Năstase        | Jan Kodeš                   | 6–3, 1–6, 6–3, 8–6         |
| 1969 | John Newcombe       | Tony Roche                  | 6–3, 4–6, 6–2, 5–7, 6–3    |
| 1968 | Tom Okker           | Bob Hewitt                  | 10–8, 6–8, 6–1, 1–6, 6–0   |

### Női egyes
| Év    | Győztes                     | Ellenfél a döntőben     | Eredmény a döntőben |
| ----- | --------------------------- | ----------------------- | ------------------- |
| 2025  | Jasmine Paolini             | Cori Gauff              | 6–4, 6–2            |
| 2024  | Iga Świątek                 | Arina Szabalenka        | 6–2, 6–3            |
| 2023  | Jelena Ribakina             | Anhelina Kalinyina      | 6–4, 1–0 feladta    |
| 2022  | Iga Świątek                 | Unsz Dzsábir            | 6–2, 6–2            |
| 2021  | Iga Świątek                 | Karolína Plíšková       | 6–0, 6–0            |
| 2020  | Simona Halep                | Karolína Plíšková       | 6–0, 2–1 feladta    |
| 2019  | Karolína Plíšková           | Konta Johanna           | 6–3, 6–4            |
| 2018  | Elina Szvitolina            | Simona Halep            | 6–0, 6–4            |
| 2017  | Elina Szvitolina            | Simona Halep            | 4–6, 7–5, 6–1       |
| 2016  | Serena Williams             | Madison Keys            | 7–6(5), 6–3         |
| 2015  | Marija Sarapova             | Carla Suárez Navarro    | 4–6, 7–5, 6–1       |
| 2014  | Serena Williams             | Sara Errani             | 6–3, 6–0            |
| 2013  | Serena Williams             | Viktorija Azaranka      | 6–1, 6–3            |
| 2012  | Marija Sarapova             | Li Na                   | 4–6, 6–4, 7–6(5)    |
| 2011  | Marija Sarapova             | Samantha Stosur         | 6–2, 6–4            |
| 2010  | María José Martínez Sánchez | Jelena Janković         | 7–6, 7–5            |
| 2009  | Gyinara Szafina             | Szvetlana Kuznyecova    | 6–3, 6–2            |
| 2008  | Jelena Janković             | Alizé Cornet            | 6–2, 6–2            |
| 2007  | Jelena Janković             | Szvetlana Kuznyecova    | 7–5, 6–1            |
| 2006  | Martina Hingis              | Gyinara Szafina         | 6–2, 7–5            |
| 2005  | Amélie Mauresmo             | Patty Schnyder          | 2–6, 6–3, 6–4       |
| 2004  | Amélie Mauresmo             | Jennifer Capriati       | 3–6, 6–3, 7–6       |
| 2003  | Kim Clijsters               | Amélie Mauresmo         | 3–6, 7–6, 6–0       |
| 2002  | Serena Williams             | Justine Henin           | 7–6, 6–4            |
| 2001  | Jelena Dokić                | Amélie Mauresmo         | 7–6, 6–1            |
| 2000  | Szeles Mónika               | Amélie Mauresmo         | 6–2, 7–6            |
| 1999  | Venus Williams              | Mary Pierce             | 6–4, 6–2            |
| 1998  | Martina Hingis              | Venus Williams          | 6–3, 2–6, 6–3       |
| 1997  | Mary Pierce                 | Conchita Martínez       | 6–4, 6–0            |
| 1996  | Conchita Martínez           | Martina Hingis          | 6–2, 6–3            |
| 1995  | Conchita Martínez           | Arantxa Sánchez Vicario | 6–3, 6–1            |
| 1994  | Conchita Martínez           | Martina Navratilova     | 7–6, 6–4            |
| 1993  | Conchita Martínez           | Gabriela Sabatini       | 7–5, 6–1            |
| 1992  | Gabriela Sabatini           | Szeles Mónika           | 7–5, 6–4            |
| 1991  | Gabriela Sabatini           | Szeles Mónika           | 6–3, 6–2            |
| 1990  | Szeles Mónika               | Martina Navratilova     | 6–1, 6–1            |
| 1989  | Gabriela Sabatini           | Arantxa Sánchez         | 6–2, 5–7, 6–4       |
| 1988  | Gabriela Sabatini           | Helen Kelesi            | 6–1, 6–7, 6–1       |
| 1987  | Steffi Graf                 | Gabriela Sabatini       | 7–5, 4–6, 6–0       |
| 1986  | Nem rendezték meg.          | Nem rendezték meg.      | Nem rendezték meg.  |
| 1985  | Raffaella Reggi             | Vicki Nelson-Dunbar     | 6–4, 6–4            |
| 1984  | Manuela Maleeva             | Chris Evert-Lloyd       | 6–3, 6–3            |
| 1983  | Temesvári Andrea            | Bonnie Gadusek          | 6–1, 6–0            |
| 1982  | Chris Evert-Lloyd           | Hana Mandlíková         | 6–0, 6–2            |
| 1981  | Chris Evert-Lloyd           | Virginia Ruzici         | 6–1, 6–2            |
| 1980  | Chris Evert-Lloyd           | Virginia Ruzici         | 5–7, 6–2, 6–2       |
| 1979  | Tracy Austin                | Sylvia Hanika           | 6–4, 1–6, 6–3       |
| 1978  | Regina Maršíková            | Virginia Ruzici         | 7–5, 7–5            |
| 1977  | Janet Newberry              | Renáta Tomanová         | 6–3, 7–6            |
| 1976  | Mima Jaušovec               | Lesley Hunt             | 6–1, 6–3            |
| 1975  | Chris Evert                 | Martina Navrátilová     | 6–1, 6–0            |
| 1974  | Chris Evert                 | Martina Navrátilová     | 6–3, 6–3            |
| 1973  | Evonne Goolagong            | Chris Evert             | 7–6, 6–0            |
| 1972* | Linda Tuero                 | Olga Morozova           | 6–4, 6–3            |
| 1971* | Virginia Wade               | Helga Niessen-Masthoff  | 6–4, 6–4            |
| 1970  | Billie Jean King            | Julie Heldman           | 6–1, 6–3            |
| 1969  | Julie Heldman               | Kerry Melville          | 7–5, 6–3            |
| 1968  | Lesley Turner               | Margaret Court          | 2–6, 6–2, 6–3       |

*Versenyszezonon kívüli esemény

### Férfi páros
| Év   | Győztesek                              | Ellenfelek a döntőben                  | Eredmény a döntőben        |
| ---- | -------------------------------------- | -------------------------------------- | -------------------------- |
| 2024 | Marcel Granollers Horacio Zeballos     | Marcelo Arévalo Mate Pavić             | 6–2, 6–2                   |
| 2023 | Hugo Nys Jan Zieliński                 | Robin Haase Botic van de Zandschulp    | 7–5, 6–1                   |
| 2022 | Nikola Mektić Mate Pavić               | John Isner Diego Schwartzman           | 6–2, 6–7(6), [12–10]       |
| 2021 | Nikola Mektić / Mate Pavić             | Rajeev Ram / Joe Salisbury             | 6–4, 7–6(7–4)              |
| 2020 | Marcel Granollers / Horacio Zeballos   | Jérémy Chardy / Fabrice Martin         | 6–4, 5–7, [10–8]           |
| 2019 | Juan Sebastián Cabal / Robert Farah    | Raven Klaasen / Michael Venus          | 6–1, 6–3                   |
| 2018 | Juan Sebastián Cabal / Robert Farah    | Pablo Carreño Busta / João Sousa       | 3–6, 6–4, [10–4]           |
| 2017 | Pierre-Hugues Herbert / Nicolas Mahut  | Ivan Dodig / Marcel Granollers         | 4–6, 6–4, [10–3]           |
| 2016 | Bob Bryan / Mike Bryan                 | Vasek Pospisil / Jack Sock             | 2–6, 6–3, [10–7]           |
| 2015 | Pablo Cuevas / David Marrero           | Marcel Granollers / Marc López         | 6–4, 7–5                   |
| 2014 | Daniel Nestor / Nenad Zimonjić         | Robin Haase / Feliciano López          | 6–4, 7–6(2)                |
| 2013 | Bob Bryan / Mike Bryan                 | Mahes Bhúpati / Rohan Bopanna          | 6–2, 6–3                   |
| 2012 | Marcel Granollers / Marc López         | Łukasz Kubot / Janko Tipsarević        | 6–3, 6–2                   |
| 2011 | John Isner / Sam Querrey               | Mardy Fish / Andy Roddick              | visszaléptek               |
| 2010 | Bob Bryan / Mike Bryan                 | John Isner / Sam Querrey               | 6–2, 6–3                   |
| 2009 | Daniel Nestor / Nenad Zimonjić         | Bob Bryan / Mike Bryan                 | 7–6, 6–3                   |
| 2008 | Bob Bryan / Mike Bryan                 | Daniel Nestor / Nenad Zimonjić         | 3–6, 6–4, 10–8             |
| 2007 | Fabrice Santoro / Nenad Zimonjić       | Bob Bryan / Mike Bryan                 | 6–4, 6–7, 10–7             |
| 2006 | Mark Knowles / Daniel Nestor           | Jonathan Erlich / Andi Rám             | 4–6, 6–4, 10–6             |
| 2005 | Michaël Llodra / Fabrice Santoro       | Bob Bryan / Mike Bryan                 | 7–5, 6–4                   |
| 2004 | Mahes Bhúpati / Makszim Mirni          | Wayne Arthurs / Paul Hanley            | 1–6, 6–4, 7–6              |
| 2003 | Wayne Arthurs / Paul Hanley            | Michaël Llodra / Fabrice Santoro       | 7–5, 7–6                   |
| 2002 | Martin Damm / Cyril Suk                | Wayne Black / Kevin Ullyett            | 7–5, 7–5                   |
| 2001 | Wayne Ferreira / Jevgenyij Kafelnyikov | Daniel Nestor / Sandon Stolle          | 6–4, 7–6                   |
| 2000 | Martin Damm / Dominik Hrbatý           | Wayne Ferreira / Jevgenyij Kafelnyikov | 6–4, 4–6, 6–3              |
| 1999 | Ellis Ferreira / Rick Leach            | David Adams / John-Laffnie De Jager    | 6–7, 6–1, 6–2              |
| 1998 | Mahes Bhúpati / Lijendar Pedzs         | Ellis Ferreira / Rick Leach            | 6–4, 4–6, 7–6              |
| 1997 | Mark Knowles / Daniel Nestor           | Byron Black / Alex O'Brien             | 6–3, 4–6, 7–5              |
| 1996 | Byron Black / Grant Connell            | Libor Pimek / Byron Talbot             | 6–2, 6–3                   |
| 1995 | Cyril Suk / Daniel Vacek               | Jan Apell / Jonas Björkman             | 6–3, 6–4                   |
| 1994 | Jevgenyij Kafelnyikov / David Rikl     | Wayne Ferreira / Javier Sánchez        | 6–1, 7–5                   |
| 1993 | Jacco Eltingh / Paul Haarhuis          | Wayne Ferreira / Mark Kratzmann        | 6–4, 7–6                   |
| 1992 | Jakob Hlasek / Marc Rosset             | Wayne Ferreira / Mark Kratzmann        | 6–4, 3–6, 6–1              |
| 1991 | Omar Camporese / Goran Ivanišević      | Luke Jensen / Laurie Warder            | 6–2, 6–3                   |
| 1990 | Sergio Casal / Emilio Sánchez          | Jim Courier / Martin Davis             | 7–6, 7–5                   |
| 1989 | Jim Courier / Pete Sampras             | Danilo Marcelino / Mauro Menezes       | 6–4, 6–3                   |
| 1988 | Jorge Lozano / Todd Witsken            | Anders Järryd / Tomáš Šmíd             | 6–3, 6–3                   |
| 1987 | Guy Forget / Yannick Noah              | Miloslav Mečíř / Tomáš Šmíd            | 6–2, 6–7, 6–3              |
| 1986 | Guy Forget / Yannick Noah              | Mark Edmondson / Sherwood Stewart      | 7–6, 6–2                   |
| 1985 | Anders Järryd / Mats Wilander          | Ken Flach / Robert Seguso              | 4–6, 6–3, 6–2              |
| 1984 | Ken Flach / Robert Seguso              | John Alexander / Mike Leach            | 3–6, 6–3, 6–4              |
| 1983 | Francisco González / Víctor Pecci      | Jan Gunnarsson / Mike Leach            | 6–4, 6–2                   |
| 1982 | Heinz Günthardt / Taróczy Balázs       | Wojtek Fibak / John Fitzgerald         | 6–4, 4–6, 6–3              |
| 1981 | Hans Gildemeister / Andrés Gómez       | Bruce Manson / Tomáš Šmíd              | 7–5, 6–2                   |
| 1980 | Mark Edmondson / Kim Warwick           | Taróczy Balázs / Eliot Teltscher       | 7–6, 7–6                   |
| 1979 | Peter Fleming / Tomáš Šmíd             | José Luis Clerc / Ilie Năstase         | 4–6, 6–1, 7–5              |
| 1978 | Victor Pecci / Belus Prajoux           | Jan Kodeš / Tomáš Šmíd                 | 6–7, 7–6, 6–1              |
| 1977 | Brian Gottfried / Raúl Ramírez         | Fred McNair / Sherwood Stewart         | 6–7, 7–6, 7–5              |
| 1976 | Brian Gottfried / Raúl Ramírez         | Geoff Masters / John Newcombe          | 7–6, 5–7, 6–3, 3–6, 6–3    |
| 1975 | Brian Gottfried / Raúl Ramírez         | Jimmy Connors / Ilie Năstase           | 6–4, 7–6, 2–6, 6–1         |
| 1974 | Brian Gottfried / Raúl Ramírez         | Juan Gisbert / Ilie Năstase            | 6–3, 6–2, 6–3              |
| 1973 | John Newcombe / Tom Okker              | Ross Case / Geoff Masters              | 6–2, 6–3, 6–4              |
| 1972 | Ilie Năstase / Ion Ţiriac              | Lew Hoad / Frew McMillan               | 5–7, 6–3, 6–2              |
| 1971 | John Newcombe / Tony Roche             | Andrés Gimeno / Roger Taylor           | 6–2, 5–7, 6–4              |
| 1970 | Ilie Năstase / Ion Ţiriac              | William Bowrey / Owen Davidson         | 11–9, 6–2, 10–8            |
| 1969 | John Newcombe / Tony Roche             | Tom Okker / Marty Riessen              | 6–4, 1–6-nál félbeszakítva |
| 1968 | Tom Okker / Marty Riessen              | Allan Stone / Nikólaosz Kalojerópulosz | 6–3, 6–4, 6–2              |

### Női páros
| Év    | Győztesek                                            | Ellenfelek a döntőben                                | Eredmény a döntőben |
| ----- | ---------------------------------------------------- | ---------------------------------------------------- | ------------------- |
| 2025  | Sara Errani / Jasmine Paolini                        | Veronyika Kugyermetova / Elise Mertens               | 6–4, 7–5            |
| 2024  | Sara Errani / Jasmine Paolini                        | Cori Gauff / Erin Routliffe                          | 6–3, 4–6, [10–8]    |
| 2023  | Storm Hunter / Elise Mertens                         | Cori Gauff / Jessica Pegula                          | 6–4, 6–4            |
| 2022  | Veronyika Kugyermetova / Anasztaszija Pavljucsenkova | Gabriela Dabrowski / Giuliana Olmos                  | 1–6, 6–4, [10–7]    |
| 2021  | Sharon Fichman / Giuliana Olmos                      | Kristina Mladenovic / Markéta Vondroušová            | 4–6, 7–5, [10–5]    |
| 2020  | Hszie Su-vej / Barbora Strýcová                      | Anna-Lena Friedsam / Raluca Olaru                    | 6–2, 6–2            |
| 2019  | Viktorija Azaranka / Ashleigh Barty                  | Anna-Lena Grönefeld / Demi Schuurs                   | 4–6, 6–0, [10–3]    |
| 2018  | Ashleigh Barty / Demi Schuurs                        | Andrea Sestini Hlaváčková / Barbora Strýcová         | 6–3, 6–4            |
| 2017  | Csan Jung-zsan / Martina Hingis                      | Jekatyerina Makarova / Jelena Vesznyina              | 7–5, 7–6(4)         |
| 2016  | Martina Hingis / Szánija Mirza                       | Jekatyerina Makarova / Jelena Vesznyina              | 6–1, 6–7(5), [10–3] |
| 2015  | Babos Tímea / Kristina Mladenovic                    | Martina Hingis / Szánija Mirza                       | 6–4, 6–3            |
| 2014  | Květa Peschke / Katarina Srebotnik                   | Sara Errani / Roberta Vinci                          | 4–0 feladta         |
| 2013  | Hszie Su-vej / Peng Suaj                             | Sara Errani / Roberta Vinci                          | 4–6, 6–3, [10–8]    |
| 2012  | Sara Errani / Roberta Vinci                          | Jekatyerina Makarova / Jelena Vesznyina              | 6–2, 7–5            |
| 2011  | Peng Suaj / Cseng Csie                               | Vania King / Jaroszlava Svedova                      | 6–2, 6–3            |
| 2010  | Gisela Dulko / Flavia Pennetta                       | Nuria Llagostera Vives / María José Martínez Sánchez | 6–4, 6–2            |
| 2009  | Hszie Su-vej / Peng Suaj                             | Daniela Hantuchová / Szugijama Ai                    | 7–5, 7–6(5)         |
| 2008  | Csan Jung-zsan / Csuang Csia-zsung                   | Iveta Benešová / Janette Husárová                    | 7–6(5), 6–3         |
| 2007  | Nathalie Dechy / Mara Santangelo                     | Tathiana Garbin / Roberta Vinci                      | 6–4, 6–1            |
| 2006  | Daniela Hantuchová / Szugijama Ai                    | Květa Peschke / Francesca Schiavone                  | 3–6, 6–3, 6–1       |
| 2005  | Cara Black / Liezel Huber                            | Marija Kirilenko / Anabel Medina Garrigues           | 6–0, 4–6, 6–1       |
| 2004  | Nagyja Petrova / Meghann Shaughnessy                 | Virginia Ruano Pascual / Paola Suárez                | 2–6, 6–3, 6–3       |
| 2003  | Szvetlana Kuznyecova / Martina Navratilova           | Jelena Dokić / Nagyja Petrova                        | 6–4, 5–7, 6–2       |
| 2002  | Virginia Ruano Pascual / Paola Suárez                | Conchita Martínez / Patricia Tarabini                | 6–3, 6–4            |
| 2001  | Cara Black / Jelena Lihovceva                        | Paola Suárez / Patricia Tarabini                     | 6–1, 6–1            |
| 2000  | Lisa Raymond / Rennae Stubbs                         | Arantxa Sánchez Vicario / Magüi Serna                | 6–3, 4–6, 6–2       |
| 1999  | Martina Hingis / Anna Kurnyikova                     | Alexandra Fusai / Nathalie Tauziat                   | 6–2, 6–2            |
| 1998  | Virginia Ruano Pascual / Paola Suárez                | Amanda Coetzer / Arantxa Sánchez Vicario             | 7–6(1), 6–4         |
| 1997  | Nicole Arendt / Manon Bollegraf                      | Conchita Martínez / Patricia Tarabini                | 6–2, 6–4            |
| 1996  | Arantxa Sánchez Vicario / Irina Spîrlea              | Gigi Fernández / Martina Hingis                      | 6–4, 3–6, 6–3       |
| 1995  | Gigi Fernández / Natallja Zverava                    | Conchita Martínez / Patricia Tarabini                | 4–6, 7–6(3), 6–4    |
| 1994  | Gigi Fernández / Natallja Zverava                    | Gabriela Sabatini / Brenda Schultz-McCarthy          | 6–1, 6–3            |
| 1993  | Jana Novotná / Arantxa Sánchez Vicario               | Mary Joe Fernández / Zina Garrison                   | 6–4, 6–2            |
| 1992  | Szeles Mónika / Helena Suková                        | Katerina Maleeva / Barbara Rittner                   | 6–1, 6–2            |
| 1991  | Jennifer Capriati / Szeles Mónika                    | Nicole Bradtke / Elna Reinach                        | 7–5, 6–2            |
| 1990  | Helen Kelesi / Szeles Mónika                         | Laura Garrone / Laura Golarsa                        | 6–3, 6–4            |
| 1989  | Elizabeth Smylie / Janine Thompson                   | Manon Bollegraf / Mercedes Paz                       | 6–4, 6–3            |
| 1988  | Jana Novotná / Catherine Suire                       | Jenny Byrne / Janine Thompson                        | 6–3, 4–6, 7–5       |
| 1987  | Martina Navratilova / Gabriela Sabatini              | Claudia Kohde-Kilsch / Helena Suková                 | 6–4, 6–1            |
| 1986  | Nem rendezték meg.                                   | Nem rendezték meg.                                   | Nem rendezték meg.  |
| 1985  | Sandra Cecchini / Raffaella Reggi                    | Patrizia Murgo / Barbara Romanò                      | 6–1, 5–7, 7–5       |
| 1984  | Iva Budařová / Helena Suková                         | Kathleen Horvath / Virginia Ruzici                   | 7–6(5), 1–6, 6–4    |
| 1983  | Virginia Ruzici / Virginia Wade                      | Ivanna Madruga / Catherine Tanvier                   | 6–3, 2–6, 6–1       |
| 1982  | Kathleen Horvath / Yvonne Vermaak                    | Billie Jean King / Ilana Kloss                       | 2–6, 6–4, 7–6       |
| 1981  | Candy Reynolds / Paula Smith                         | Chris Evert-Lloyd / Virginia Ruzici                  | 7–5, 6–1            |
| 1980  | Hana Mandlíková / Renáta Tomanová                    | Ivanna Madruga / Adriana Villagran                   | 6–4, 6–4            |
| 1979  | Betty Stöve / Wendy Turnbull                         | Evonne Goolagong / Kerry Reid                        | 6–3, 6–4            |
| 1978  | Mima Jaušovec / Virginia Ruzici                      | Florența Mihai / Betsy Nagelsen                      | 6–2, 2–6, 7–5       |
| 1977  | Brigette Cuypers / Marise Kruger                     | Bunny Bruning / Sharon Walsh                         | 3–6, 7–5, 6–2       |
| 1976  | Delina Boshoff / Ilana Kloss                         | Virginia Ruzici / Mariana Simionescu                 | 6–1, 6–2            |
| 1975  | Chris Evert / Martina Navrátilová                    | Sue Barker / Glynis Coles                            | 6–1, 6–2            |
| 1974  | Chris Evert / Olga Morozova                          | Helga Masthoff / Heide Orth                          | visszaléptek        |
| 1973  | Olga Morozova / Virginia Wade                        | Martina Navrátilová / Renáta Tomanová                | 3–6, 6–2, 7–5       |
| 1972* | Lesley Hunt / Olga Morozova                          | Gail Sheriff Chanfreau / Rosalba Vido                | 6–3, 6–4            |
| 1971* | Helga Masthoff / Virginia Wade                       | Lesley Turner / Helen Gourlay                        | 5–7, 6–2, 6–2       |
| 1970  | Rosemary Casals / Billie Jean King                   | Françoise Durr / Virginia Wade                       | 6–2, 3–6, 9–7       |
| 1969  | Françoise Durr / Ann Haydon-Jones                    | Rosemary Casals / Billie Jean King                   | 6–3, 3–6, 6–2       |
| 1968  | Margaret Court / Virginia Wade                       | Annette Van Zyl / Patricia Walkden                   | 6–2, 7–5            |

*Versenyszezonon kívüli esemény